# Petrus Iohannis Olivi
Petrus Iohannis Olivi (nacido en Sérignan en 1248 y fallecido en Narbona en 1298) fue un religioso franciscano que realizó importantes estudios de filosofía y teología.

## Vida
Se hizo religioso franciscano en Béziers y concluyó sus estudios de teología en la Universidad de París. Después enseñó en diversos monasterios de su orden siendo conocido por su observancia extrema de la pobreza propia de la orden. 
Sus tesis teológicas le causaron problemas dentro de su orden. Los escritos que había publicado fueron examinados por Jerónimo Ascoli y por Bonagratia de Bérgamo y condenados como heterodoxos en 1278 aunque fue rehabilitado once años después. Luego se dedicó a la guía de almas y fue un reconocido director espiritual hasta su muerte.

## Pensamiento
Su obra filosófica fue importante e influyente dentro de la así llamada escuela franciscana aunque también se dejan ver elementos de la filosofía de Joaquín de Fiore. Rechaza la teoría del alma como forma del cuerpo y propone una nueva idea de cómo ésta se una al cuerpo. Asume la tesis franciscana de que en el alma humana hay una especie de materia llamada materia espiritual. Esta materia espiritual, según Olivi, posee una forma sensitiva y una forma intelectiva. La primera de estas sería la que se une al cuerpo al modo de forma. De este modo, haciendo de una parte de la materia del alma solo lo que se une al cuerpo se salvaría más fácilmente la inmortalidad del alma y consecuentemente su libertad. Esta teoría, junto a otras de los seguidores de Olivi, fue condenada por el Concilio de Vienne del año 1311.
Sobre las así llamadas pruebas de la existencia de Dios sostenía la validez tanto de las vías a posteriori (como las de Santo Tomás de Aquino) como las a priori a partir de las perfecciones del Ser Divino según su concepto:

Olivi admite que nosotros nos formamos sobre la base de la experiencia el concepto del ser sumo, y meditando sobre el concepto así formado estamos obligados a reconocer la existencia real de Dios, valorizando así o coloreando  el conocido argumento anselmiano
G. BONAFEDE, p. 261.

Afirma además la división en siete edades de la historia de la Iglesia. Según Olivi, en su tiempo se encontraban ya en la sexta edad donde algunos pocos fieles guiados por los franciscanos conformaban la «Iglesia espiritual» (ecclesia spiritualis) que sería perseguida por la «Iglesia carnal» (ecclesia carnalis o Babilonia) que tendrá un antipapa por jefe. Es de los primeros autores en afrontar dogmáticamente la infalibilidad pontificia y el primado de jurisdicción.

## Obras principales
- Expositio seu Lectura (Postilla) in Sacram Scripturam
- Opera de Perfectione evangelica et Franciscana
- Opera ascetica-mystica
- Quaestiones in secundum librum Sententiarum
- Lectura super Apocalypsim, más conocida como Postilla super Apocalypsim. Esta última obra mereció una condena póstuma dada por Juan XXII.